# Maja Magnussen
Maja Magnussen (født d. 30. juni 1997 i Trondheim, Norge) er en norsk håndboldspiller der spiller for den danske klub Nykøbing Falster Håndboldklub.
Hun har tidligere optrådt for de norske klubber Byåsen HE og Sola HK. I sommeren 2024 skiftede hun til Toulon i Frankrig. Hendes kontrakt indeholdt dog en klausul, der gjorde det muligt at annullere aftalen, hvis hun modtog et tilbud fra en Champions League klub. Denne klausul blev aktiveret, da Nykøbing Falster Håndboldklub – som deltog i Champions League – tilbød hende en kontrakt, og hun skiftede derfor i september samme år til den danske klub.
I marts 2025 blev hun for første gang udtaget til det norske landshold.